# Convention évangélique baptiste libanaise
La Convention évangélique baptiste libanaise (anglais : Lebanese Baptist Evangelical Convention) est une association chrétienne évangélique d'églises baptistes au Liban. Elle est affiliée à l’Alliance baptiste mondiale. Son siège est situé à Beyrouth.

## Histoire
La Convention a ses origines dans la fondation de la première église baptiste à Beyrouth en 1895 par le pasteur américain Said Jureidini. Elle a été officiellement fondée en 1955 par diverses églises. Selon un recensement de l’association, en 2023 elle disait avoir 32 églises et 1 600 membres.

## Écoles
En 1960, elle a fondé le Séminaire théologique baptiste arabe à Mansourieh.